# Hit It from the Back
Hit It from the Back – drugi i ostatni singiel grupy Mobb Deep pochodzący z albumu Juvenile Hell.

## Lista utworów
Strona A
1. "Hit It from the Back" (wersja pozbawiona przekleństw)

Strona B
1. "Hit It from the Back" (wersja LP)
2. "Hit It from the Back" (podkład)